# Christoph Langen
Christoph Langen, född den 27 mars 1962 i Köln, Västtyskland, är en västtysk och därefter tysk bobåkare.
Han tog OS-brons i herrarnas tvåmanna i samband med de olympiska bobtävlingarna 1992 i Albertville.
Han tog OS-brons igen i samma gren och  OS-guld i herrarnas fyrmanna i samband med de olympiska bobtävlingarna 1998 i Nagano.
Därefter tog Langen OS-guld i herrarnas tvåmanna i samband med de olympiska bobtävlingarna 2002 i Salt Lake City.